# Elecciones legislativas de la República Checa de 2002
Las elecciones legislativas se celebraron en la República Checa entre el 14 y el 15 de junio de 2002. El resultado fue una victoria para el Partido Socialdemócrata Checo (ČSSD), el cual ganó 70 de los 200 asientos. La participación electoral fue de 57.95%. Las elecciones se llevaron a cabo para renovar todos los escaños en la Cámara de Diputados, los checos acudieron a las urnas entre el 14 y 15 de junio de 2002 para decidir qué gobierno los llevaría a la adhesión a la Unión Europea y qué Parlamento elegiría al sucesor del presidente Václav Havel, cuyo mandato debía finalizar en febrero de 2003.
Los dos principales partidos en la elección fueron el oficialista Partido Socialdemócrata Checo (ČSSD) y la principal oposición, el Partido Democrático Cívico (ODS) de centro-derecha del ex Primer Ministro Václav Klaus. Durante la campaña electoral, ambos partidos centraron sus programas en la adhesión a la UE y en las promesas de un desempeño económico sólido. El primer ministro saliente, Miloš Zeman, quien anunció que se retiraría después de las elecciones y que su sucesor como líder del partido sería el ministro de Trabajo y Asuntos Sociales Vladimír Špidla, este entró en conflicto con Klaus sobre los presupuestos nacionales.
El principal obstáculo que los políticos tuvieron que superar antes de las elecciones de 2002 fue la apatía de los votantes. Según los analistas, una de las razones principales de esta apatía era que había muy pocas caras nuevas que disputaban las elecciones. De hecho, la participación fue solo de alrededor del 58%, muy inferior al 74% registrado en las elecciones de 1998. En la elección a la Cámara de Diputados, el izquierdista Partido Socialdemócrata Checo (ČSSD) fue de nuevo el partido más grande con el mayor número de escaños por segunda vez consecutiva. Sin embargo, el partido no logró una mayoría general, y solo ganó 70 de los 200 escaños en la Cámara, cuatro menos en las elecciones de 1998. El opositor Partido Democrático Cívico (ODS) obtuvo 58 escaños 5 menos que en 1998. El Partido Comunista de Bohemia y Moravia (KSČM) fue el único que aumentó su representación, con 41 escaños (17 más que en 1998). La Coalición de centro-derecha, formada por la Unión Cristiana y Demócrata-Partido Popular Checoslovaco (KDU-ČSL) y la Unión de la Libertad (US), obtuvo 31 escaños, ocho menos que en 1998.
El 17 de junio de 2002, el presidente Václav Havel confió oficialmente al líder del ČSSD, Vladimír Špidla, la tarea de formar el próximo gobierno del país. Tras las negociaciones con los líderes de la Coalición (Unión Cristiana y Demócrata-Partido Popular Checoslovaco, Unión Democrática de la Libertad), se alcanzó un acuerdo final sobre el nuevo gobierno del país el 8 de julio de 2002. La recién elegida Cámara de Diputados celebró su sesión inaugural el 9 de julio de 2002 con la ceremonia de juramento de los diputados, luego, los miembros eligieron Lubomír Zaorálek como su nuevo Presidente. El 17 de julio de 2002, Špidla asumió el cargo de nuevo Primer Ministro.

## Campaña
Los principales partidos iniciaron sus campañas activas aproximadamente un mes antes de las elecciones, pero algunos habían colocado afiches y carteles incluso antes. La mayoría de los partidos más pequeños realizaron campañas muy cortas o se abstuvieron en gran medida de hacer campañas fuera del tiempo de emisión gratuito en los medios de difusión públicos. Las principales razones de este enfoque fueron la falta de fondos y la membresía limitada. En general, la campaña electoral fue tranquila y discreta. En su mayor parte, el enfoque de los partidos a la campaña fue convencional. Los partidos se basaron principalmente en carteles y vallas publicitarias, reuniones públicas, puestos de información en espacios públicos y anuncios en los medios impresos. Muchos también utilizaron Internet para transmitir su mensaje. En los días finales de la campaña, la ODS también utilizó métodos no tradicionales, telefoneando a cientos de miles de hogares y reproduciendo un mensaje pregrabado por el líder del partido, Vaclav Klaus. La Coalición también llamó a los hogares pero no usó los mensajes pregrabados. Los mítines, reuniones y otras actividades de la campaña se reunieron con un interés público limitado. Incluso en Praga y otros centros importantes, las reuniones generalmente no atraían grandes audiencias.
El tono de la campaña fue generalmente medido, y la retórica utilizada por la mayoría de los partidos no fue más allá de los límites aceptables. Solo en los últimos días de la campaña el tono de los grandes partidos se volvió más conflictivo y, en ocasiones, incluyó ataques personales a los principales políticos de otros partidos. Sin embargo, algunos de los partidos pequeños más radicales realizaron campañas que fueron más extremistas. Por ejemplo, el Partido Nacional Demócrata (NDS) en sus primeros anuncios de campaña en la televisión pública mostró imágenes de los romaníes en el fondo al hablar de la necesidad de combatir el crimen, la prostitución y el abuso de drogas. Esto condujo a una protesta inicial por parte de la Iniciativa Cívica Romaní (ROI) ya discusiones entre la NDS y el ROI. Curiosamente, una semana antes de las elecciones, los líderes de la NDS y el ROI emitieron una declaración conjunta en la que pedían cambios en las políticas económicas y sociales para mejorar la situación y alcanzar el "consenso nacional". El ROI para los últimos días de la campaña oficial también ofreció Su tiempo de aire libre a la NDS. De hecho, el último día en que se emitieron los spots de la fiesta en la Televisión Checa, el NDS utilizó un espacio de un minuto asignado a ROI, mientras que el de ROI de dos minutos se usó para ventilar una discusión entre los presidentes de los dos partidos.
En protesta por lo que percibieron como una discriminación contra ellos en la ley electoral y en los medios de comunicación, 19 partidos extraparlamentarios de extrema izquierda a extrema derecha anunciaron el 21 de mayo la formación de un "Gobierno cívico temporal". Los partidos también anunciaron que formarían un "Parlamento Cívico Temporal" después de las elecciones. Sin embargo, varias reuniones conjuntas de estos partidos en Praga no lograron atraer a más de 150-200 personas.
No hubo un solo tema dominante o divisorio que dominara la campaña electoral. En política exterior, las diferencias fueron incluso menos pronunciadas, ya que la mayoría de los partidos principales favorecen la adhesión a la UE. Al comienzo de la campaña, el tema de los decretos de Benes y la posición de los partidos políticos sobre el tema se trataron ampliamente en los medios de comunicación checos, pero más tarde en el campaña el tema recibió poca atención.

### Finanzas de campaña
| Partido         | ČSSD          | 4K            | ODS           | KSČM          | SNK           | Partido verde |
| --------------- | ------------- | ------------- | ------------- | ------------- | ------------- | ------------- |
| El dinero Gastó | 75,000,000 Kč | 72,000,000 Kč | 60,000,000 Kč | 10,500,000 Kč | 10,000,000 Kč | 2,500,000 Kč  |

## Encuestas
| Fecha                   | Encuestadora       | ČSSD           | ODS      | 4K    | KSČM  | Otros |       |       |       |
| ----------------------- | ------------------ | -------------- | -------- | ----- | ----- | ----- | ----- | ----- | ----- |
| Fecha                   | Encuestadora       | 14-15 Jun 2002 | Election | 30.20 | 24.47 | Otros | 14.27 | 18.51 | 12.55 |
| 5 - 12 Jun 2002         | CVVM               | 29.0           | 27.0     | 13.5  | 17.5  | 13.0  |       |       |       |
| 6 Jun 2002              | TNS Factum         | 29.4           | 27.8     | 13.1  | 18.4  | 11.3  |       |       |       |
| 20 - 27 de mayo de 2002 | CVVM               | 21.5           | 19.5     | 11.5  | 10.0  | 37.5  |       |       |       |
| 22 - 29 Apr 2002        | CVVM               | 24.0           | 22.0     | 12.5  | 14.5  | 27.0  |       |       |       |
| 17 Apr 2002             | TNS Factum         | 24.1           | 28.2     | 19.6  | 17.5  | 10.6  |       |       |       |
| 4 Apr 2002              | STEM               | 23.7           | 26.4     | 17.0  | 14.1  | 18.8  |       |       |       |
| 22 Mar - 2 Apr 2002     | CVVM               | 22.0           | 20.0     | 17.0  | 14.0  | 27.0  |       |       |       |
| 8 Mar 2002              | TNS Factum         | 25.0           | 30.5     | 17.0  | 16.2  | 11.3  |       |       |       |
| 4 Mar 2002              | STEM               | 26.4           | 23.7     | 16.9  | 14.1  | 18.9  |       |       |       |
| 15 Feb 2002             | CVVM               | 23.0           | 18.5     | 23.0  | 13.5  | 22.0  |       |       |       |
| 15 Feb 2002             | STEM               | 23.8           | 23.0     | 19.1  | 13.4  | 20.7  |       |       |       |
| 24 Jan 2002             | STEM               | 21.5           | 21.3     | 22.5  | 15.6  | 19.1  |       |       |       |
| 7 Jan 2002              | CVVM               | 24.0           | 18.0     | 20.0  | 10.0  | 28.0  |       |       |       |
| 17 Dec 2001             | STEM               | 20.6           | 20.8     | 29.1  | 14.8  | 14.7  |       |       |       |
| 20 Nov 2001             | STEM               | 20.5           | 22.9     | 23.7  | 14.2  | 18.7  |       |       |       |
| 20 Oct 2001             | STEM               | 22.9           | 20.5     | 23.7  | 15.0  | 17.9  |       |       |       |
| 20 Sept 2001            | STEM               | 19.4           | 22.4     | 23.6  | 13.9  | 20.7  |       |       |       |
| 20 Jun 2001             | STEM               | 19.2           | 22.4     | 23.5  | 15.1  | 19.9  |       |       |       |
| 20 de mayo de 2001      | STEM               | 20.7           | 22.0     | 25.7  | 16.7  | 14.6  |       |       |       |
| 20 Apr 2001             | STEM               | 20.4           | 20.8     | 25.5  | 14.1  | 19.2  |       |       |       |
| 20 Mar 2001             | STEM               | 16.3           | 19.7     | 29.8  | 17.1  | 17.1  |       |       |       |
| 20 Feb 2001             | STEM               | 17.7           | 18.0     | 29.7  | 16.2  | 18.4  |       |       |       |
| 20 Jan 2001             | STEM               | 17.6           | 16.0     | 15.7  | 15.7  | 19.8  |       |       |       |
| 9 Jan 2000              | Sofres-Factum      | 11.2           | 20.1     | 21.3  | 15.9  |       |       |       |       |
| 19 - 20 Jun 1998        | Elecciones de 1998 | 32.31          | 27.74    | 19.0  | 11.0  | 10.0  |       |       |       |

## Resultados
|  | 30.20 % |

|  | 24.47 % |

|  | 18.51 % |

|  | 14.27 % |

|  | 2.78 % |

|  | 2.36 % |

|  | 7.31 % |

|  | 99.56 % |

|  | 0.44 % |

|  | 100.00 % |

|  | 57.95 % |

### Mapas de resultados

ČSSD
ODS
KSČM
4K